# Arie Kruglanski
Arie Kruglanski (ur. 1939 w Łodzi) – amerykański psycholog społeczny polskiego pochodzenia, znany z prac nad systemami celów, trybem regulacyjnym społeczności oraz domknięciem poznawczym. Jest profesorem psychologii na University of Maryland, College Park.

## Życiorys
Urodził się w Łodzi na terenie Polski w roku 1939. Jego rodzina przeniosła się później do Izraela, gdzie Arie uczęszczał do szkoły średniej i służył w wojsku.

## Kariera
Arie Kruglanski uzyskał tytuł licencjata na Uniwersytecie w Toronto w 1966 roku. Doktorat zdobył dwa lata później Uniwersytecie Kalifornijskim w Los Angeles, w 1968, pod opieką Harolda H. Kelleya. Zainteresowania badawcze Kruglanskiego koncentrowały się wokół psychologii motywacji i poznania, a także procesów grupowych i relacji międzyludzkich. Kruglanski sformułował szereg teorii w tych dziedzinach, w tym teorię epistemologii świeckiej oraz teorię trybu regulacyjnego. Na podstawie tych prac Kruglanski opracował model radykalizacji postaw 3N, w tym podstawowe parametry: need, narrative i network jako podstawowe składniki radykalizacji. Kruglanski i jego studenci badali między innymi uwięzionych członków ugrupowania Tygrysów Wyzwolenia Tamilskiego Ilamu. Kruglanski był redaktorem naczelnym Journal of Personality and Social Psychology oraz Personality and Social Psychology Bulletin, współredaktorem American Psychologist oraz prezesem Towarzystwa ds. nauka o motywacji (2014–2015). Jest członkiem kilku rad redakcyjnych, w tym redakcji Psychological Review.